# Землетрясение в Северной Суматре (январь 2010)
Землетрясение магнитудой 4,8 произошло 28 января 2010 года в 16:12:51 (UTC) в индонезийской провинции Северная Суматра, в 63,9 км к юго-юго-востоку от округа Бирёэн. Гипоцентр землетрясения располагался на глубине 8,4 километра.
Землетрясение ощущалось в Такенгоне (Центральный Ачех). Сведений о жертвах и разрушениях в результате землетрясения не поступало.

## Тектонические условия региона
Большой Суматранский разлом (разлом Суматры) является основной причиной землетрясений в Индонезии, особенно на острове Суматра. В этом разломе происходили крупные землетрясения, такие как землетрясение в Ливе в 1932 и 1994 годах, землетрясения в Керинчи в 1909 и 1995 годах, которые привели к значительным человеческим жертвам и материальным потерям.
Землетрясения для региона Ачех — не редкость. Разлом Суматры имеет несколько сегментов в Ачехе. Соответствующая карта опубликована Центром исследований и разработок Департамента горного дела и энергетики. Доказательства существования этого разлома подкрепляются аэрофотоснимками, а также спутниковыми снимками. В регионе Ачех разлом Суматры делится на несколько сегментов: Разлом Локопа-Кутакана, Разлом Блангкейерен-Мамаса, Разлом Кла-Аласа, Разлом Рейнже-Бланкейерена, Разлом Ану-Бати, Разлом Самаланга-Сипопох, Разлом Банда Ачех-Ану, Разлом Ламтеуба-Баро. В разломе накапливается большое количество энергии из-за взаимодействия тектонических плит, и когда она освобождается, это может вызвать землетрясения.
Разлом Суматры представляет собой активный тектонический разлом, который возник из-за столкновения трех больших тектонических плит около 45,6 миллионов лет назад, во времена образования индонезийского архипелага. В этом регионе активно взаимодействуют: Индо-Австралийская океаническая плита, движущаяся на север, Евразийская континентальная плита, движущаяся на юг, и Тихоокеанская плита, движущаяся на запад. Давление Индо-Австралийской океанской плиты привело к тому, что остров Суматра сместился и повернулся, образуя угол с экватором. Фактически, по мнению геологов, изначально остров Суматра находится в том же положении, что и остров Ява, то есть параллельно экватору. Однако сейчас остров простирается с северо-запада на юго-восток, поперёк экватора. Столкновение плит также привело к появлению холмов, которые известны как холмы Барисан (Букит Барисан на индонезийском языке), которые расположены параллельно разлому.
Разлом Суматры в большей степени правосторонний, то есть восточный блок перемещается на юго-восток, а западные блоки — на северо-запад. Зона разлома простирается до долины Семангко (бухта Семангко в Лампунге), Кепахианга, Кетахуна, Керинчи.